# 80년대
80년대는 80년부터 89년을 가리킨다.